# Hattori Nankaku
Hattori Nankaku (服部 南郭), né en 1683 à Kyōto et mort en 1759, aussi appelé Fuku Nankaku (服 南郭), est un peintre et poète japonais.

## Biographie
Hattori entre en 1700 comme samourai et poète waka au service de Yanagisawa Yoshiyasu, fonctionnaire et conseiller du shōgun Tokugawa Tsunayoshi. Grâce à lui, il fait connaissance avec le philosophe confucéen Ogyū Sorai, dont il devient l'élève et le disciple vers 1710. Sous l'influence de celui-ci, il se tourne vers la poésie kanshi. Après la mort de Yanagisawa, survient une brouille avec son successeur, ce qui amène Hattori à quitter le service de la maison et à vivre en tant que poète et peintre du style nanga (bunjin-ga).
Après la mort de son maître Ogyū, Hattori continue son héritage littéraire. En 1724, il publie le Tangshi xuan chinois (jap. Tōshisen), collection de poèmes de la dynastie Tang compilés selon la tradition par Li Panlong et qui fait connaître ce poète au Japon.

## Sources
- Haruo Shirane: "Early Modern Japanese Literature: An Anthology, 1600-1900", Columbia University Press, 2004,  (ISBN 978-0-231-10991-8), S. 383
- Louis Frédéric: "Japan encyclopedia", Neuauflage Harvard University Press, 2005,  (ISBN 978-0-674-01753-5), S. 298